# Перияли
Перияли или Кара Орман (на гръцки: Περιγιάλι, старо Καρά Ορμάν, Кара Орман) е североизточен квартал на македонския град Кавала, Гърция.

## География
Кварталът е разположен на морския бряг в южното подножие на Урвил (Ори Леканис) и е най-източният квартал на града.

## История
Кара Орман фигурира в преброяването от 1928 година с 800 души. Българската статистика от 1941 година също показва 800 души. По-късно селището е слято с Кавала. В 1953 година в квартала е построена църквата „Света Троица“ (1953), а в 1969 година – „Свети Трифон“.
| Година    | 1913 | 1920 | 1928 | 1940 | 1951 | 1961 | 1971 | 1981 | 1991 | 2001 | 2011 | 2021 |
| --------- | ---- | ---- | ---- | ---- | ---- | ---- | ---- | ---- | ---- | ---- | ---- | ---- |
| Население |      |      | 800  |      |      |      |      |      |      |      |      |      |